# Губернатор Кюрасао

Губернаторский штандарт

Губернатор Кюрасао — это представитель Короля Нидерландов Виллема Александра на Кюрасао. Губернатор представляет Кюрасао в Нидерландах, а также возглавляет правительство Кюрасао. Он подотчётен правительству Нидерландов. Как глава правительства Кюрасао, губернатор обладает неприкосновенностью. Губернаторосуществляет исполнительную власть, и вместе с министрами несёт ответственность перед парламентом Кюрасао. Губернатор не имеет политических обязанностей и не является частью своего кабинета. При формировании кабинета губернатор играет важную роль. Губернатор назначается Королём на период шести лет, не более чем на два срока. У губернатора есть Секретариат и Консультативный Совет (Raad van Advies), состоящий из, по меньшей мере 5 членов, назначаемых губернатором, выполняющих функции советников по вопросам законодательства.

## Список губернаторов
10 октября 2010 года Кюрасао получило статус отдельного самоуправляющегося государственного образования Королевства Нидерландов. До этой даты Губернатор Нидерландских Антильских островов был также губернатором Кюрасао. Первым губернатором Кюрасао был Фриц Годгедраг, который также был губернатором Нидерландских Антильских островов до отделения Кюрасао. Он ушел в отставку в конце 2012 года по состоянию здоровья, после чего его обязанности были переданы исполняющей обязанности губернатора Адель ван дер Плюйм-Вреде, которая также исполняла обязанности губернатора 10 октября 2012 года. Она выполняла свои обязанности до 4 ноября 2013 года. 4 ноября 2013 года Люсиль Джордж-Воут, была приведена к присяге Королём Виллемом—Александром в качестве нового губернатора Кюрасао.
| # | Губернатор                                      | Дата начала полномочий | Дата окончания полномочий |
| - | ----------------------------------------------- | ---------------------- | ------------------------- |
| 1 | Фриц Годгедраг                                  | 10 октября 2010        | 24 ноября 2012            |
| — | вакантна (Адель ван дер Плюйм-Вреде, как и. о.) | 24 ноября 2012         | 4 ноября 2013             |
| 2 | Люсиль Джордж-Воут                              | 4 ноября 2013          | В должности               |